# Os Ronaldos
Os Ronaldos foi uma banda brasileira formada em 1984 e que teve um sucesso repentino com as canções "Me Chama" e "Corações Psicodélicos" (depois regravada pelo Roupa Nova), contava com a cantora neerlandesa  Alice Pink Pank (ex-Gang 90), além de Guto Barros, Odeid Pomeranblum e Baster Barros. No mesmo ano, o roqueiro Lobão se uniu ao grupo, que lançou o disco "Ronaldo foi pra guerra", pela RCA Victor (atual Sony Music). A partir do ano seguinte, sem Lobão e Alice, a banda passou a se apresentar em shows e lançou, também pela RCA, um compacto simples com duas músicas. Em 1987, Herbert Richers Jr. entrou para os vocais. O grupo encerrou as suas atividades no fim dos anos 1980.
Os Ronaldos lançaram um único álbum (Ronaldo foi pra guerra), que é um clássico da new wave brasileiro e gerou o mega-hit "Me Chama". A banda se desfez pouco tempo depois. Lobão seguiu com sua carreira solo, após o lançamento do compacto Décadance avec élégance, em 1985.

## Discografia
- 1984: Ronaldo Foi pra Guerra. (RCA Victor)
- 1985: Décadence avec élégance  / Mal Nenhum. Compacto simples. (RCA Victor)
- 1985: Stray cat gomalina/I love you. Compacto simples (RCA Victor)

## Cinema
- Areias Escaldantes - número musical com Lobão